# Évora
Évora o Ébora es una ciudad portuguesa, capital del distrito homónimo. Está situada en la región de Alentejo, comunidad intermunicipal del Alentejo Central, y cuenta con una población de 53 591 habitantes (2021). Évora es la única ciudad portuguesa miembro de la Red de ciudades más antiguas de Europa.
Su término municipal es uno de los más grandes de Portugal, con 1307,08 km², y está subdividido en 12 freguesias. Es sede de Distrito y antigua diócesis y metrópoli eclesiástica (Archidiócesis de Évora). Su centro histórico, bien conservado, es uno de los más ricos en monumentos del país, lo que le vale el calificativo de "Ciudad-Museo". En 1986 fue declarado Patrimonio de la Humanidad por la Unesco.

## Toponimia
El topónimo en portugués es Évora (pronunciado {{#ifexist:Media:Pt-pt Évora FF.ogg|[ˈɛvuɾɐ]ⓘ|Archivo de audio "Pt-pt Évora FF.ogg" no enc0puto >), mientras que en español coexiste con la variante tradicional Ébora, que a su vez coincide con el nombre original de la ciudad fundada por los celtas que habitaban al sur de los lusitanos (y del río Tajo), que hicieron de la ciudad su capital regional. A los habitantes de esta ciudad se los conoce como eborenses, con -b-, tanto en portugués como en español.
El origen etimológico del topónimo Ébora es la antigua palabra celta ebora/ebura, la forma genitiva plural de la palabra eburos (tejo), el nombre de una especie de árbol, por lo que su nombre significa "de los tejos". La ciudad de York, en el norte de Inglaterra, en la época del Imperio Romano, se denominaba Eboracum/Eburacum, por el antiguo topónimo celta *Eborakon (Lugar de los tejos), por lo que el antiguo nombre de York está relacionado etimológicamente con la ciudad de Ébora. Las hipótesis alternativas son que el nombre se deriva de oro, aurum, (oro) ya que los romanos tenían una extensa extracción de oro en Portugal; o puede haber sido nombrado en honor a los trabajadores del marfil, porque ebur (genitivo eboris) es marfil en latín. Pudo haber sido capital del reino de Astolpas.

## Geografía
El municipio de Évora se encuentra en medio de la gran llanura del Alentejo, que se caracteriza por una ondulación muy suave y una altitud media de 240 metros. Con una superficie de 1308 km², el municipio ocupa 5 % de la superficie de Alentejo. El área urbana cubre 1643 ha. 
Sus coordenadas aproximadas son 38º 34' N de latitud y 007º 54' O de longitud.
La ciudad limita al norte con el municipio de Arraiolos, al noreste con Estremoz, al este con Redondo, al sudeste de Reguengos de Monsaraz, en el sur por Portel, al suroeste por Viana do Alentejo y al oeste por Montemor-o-Novo. 
Évora se queda a una distancia de 80 km de Beja, 99 km de Setúbal, 102 km de Portalegre, 102 km de Badajoz, 132 km de Lisboa, 163 km de Mérida, 193 km de Cáceres, 227 km de Faro, 290 km de Sevilla, 363 km de Oporto, 505 km de Madrid y 1102 km de Barcelona.
El paisaje de la región de Évora se caracteriza por el cultivo extensivo de cereales, con parches de pastizales y bosques de corcho y encino. Viñedos, olivares y campos de arroz son también parte del paisaje.
| Noroeste: Montemor-o-Novo   | Norte: Arraiolos | Noreste: Estremoz              |
| Oeste: Montemor-o-Novo      |                  | Este: Redondo                  |
| Suroeste: Viana do Alentejo | Sur: Portel      | Sureste: Reguengos de Monsaraz |

### Clima
Évora tiene un clima mediterráneo Csa (templado con verano seco y caluroso) según la clasificación climática de Köppen, con lluvias distribuidas de manera desigual durante el año: los registros de las precipitaciones máximas ocurren en invierno, mientras que los veranos son calurosos y secos.
La temperatura media anual es de 16.5 °C, pero las variaciones mensuales de temperatura son grandes, el promedio mensual más alto se produce en agosto (24,1 °C) y más bajo en enero (9,6 °C). La temperatura más baja jamás registrada fue de -2,9 °C y la más alta 46 °C. Las nevadas son raras. Una de las últimas ocurrió el 26 de enero de 2006, el día en que también nevó en Lisboa. 
| Parámetros climáticos promedio de Évora (Nossa Senhora da Saúde), elevación: 309 m, normales 1981-2010, extremos 1981-presente | Parámetros climáticos promedio de Évora (Nossa Senhora da Saúde), elevación: 309 m, normales 1981-2010, extremos 1981-presente | Parámetros climáticos promedio de Évora (Nossa Senhora da Saúde), elevación: 309 m, normales 1981-2010, extremos 1981-presente | Parámetros climáticos promedio de Évora (Nossa Senhora da Saúde), elevación: 309 m, normales 1981-2010, extremos 1981-presente | Parámetros climáticos promedio de Évora (Nossa Senhora da Saúde), elevación: 309 m, normales 1981-2010, extremos 1981-presente | Parámetros climáticos promedio de Évora (Nossa Senhora da Saúde), elevación: 309 m, normales 1981-2010, extremos 1981-presente | Parámetros climáticos promedio de Évora (Nossa Senhora da Saúde), elevación: 309 m, normales 1981-2010, extremos 1981-presente | Parámetros climáticos promedio de Évora (Nossa Senhora da Saúde), elevación: 309 m, normales 1981-2010, extremos 1981-presente | Parámetros climáticos promedio de Évora (Nossa Senhora da Saúde), elevación: 309 m, normales 1981-2010, extremos 1981-presente | Parámetros climáticos promedio de Évora (Nossa Senhora da Saúde), elevación: 309 m, normales 1981-2010, extremos 1981-presente | Parámetros climáticos promedio de Évora (Nossa Senhora da Saúde), elevación: 309 m, normales 1981-2010, extremos 1981-presente | Parámetros climáticos promedio de Évora (Nossa Senhora da Saúde), elevación: 309 m, normales 1981-2010, extremos 1981-presente | Parámetros climáticos promedio de Évora (Nossa Senhora da Saúde), elevación: 309 m, normales 1981-2010, extremos 1981-presente | Parámetros climáticos promedio de Évora (Nossa Senhora da Saúde), elevación: 309 m, normales 1981-2010, extremos 1981-presente |
| Mes | Ene. | Feb. | Mar. | Abr. | May. | Jun. | Jul. | Ago. | Sep. | Oct. | Nov. | Dic. | Anual |
| --- | --- | --- | --- | --- | --- | --- | --- | --- | --- | --- | --- | --- | --- |
| Temp. máx. abs. (°C) | 24.7 | 24.3 | 31.3 | 32.3 | 37.8 | 41.8 | 45.3 | 46.0 | 44.2 | 36.7 | 27.6 | 24.4 | 46.0 |
| Temp. máx. media (°C) | 13.4 | 14.7 | 18.0 | 19.1 | 22.6 | 27.9 | 31.1 | 31.1 | 27.8 | 22.2 | 17.1 | 13.8 | 21.6 |
| Temp. media (°C) | 9.6 | 10.7 | 13.3 | 14.3 | 17.1 | 21.4 | 23.9 | 24.1 | 21.9 | 17.7 | 13.4 | 10.5 | 16.5 |
| Temp. mín. media (°C) | 5.8 | 6.7 | 8.6 | 9.5 | 11.7 | 14.8 | 16.6 | 17.0 | 16.0 | 13.2 | 9.7 | 7.1 | 11.4 |
| Temp. mín. abs. (°C) | -2.9 | -1.4 | -2.3 | 2.9 | 4.9 | 6.7 | 10.9 | 11.4 | 9.1 | 5.5 | 0.0 | -0.5 | -2.9 |
| Precipitación total (mm) | 60.7 | 51.9 | 43.9 | 55.0 | 46.5 | 16.5 | 4.1 | 8.2 | 32.2 | 83.6 | 87.6 | 95.1 | 585.3 |
| Fuente: IPMA | | | | | | | | | | | | | |

### Freguesias
Las freguesias de Évora son las siguientes:
- Bacelo e Senhora da Saúde
- Canaviais
- Évora (São Mamede, Sé, São Pedro e Santo Antão)
- Malagueira e Horta das Figueiras
- Nossa Senhora da Graça do Divor
- Nossa Senhora da Tourega e Nossa Senhora de Guadalupe
- Nossa Senhora de Machede
- São Bento do Mato
- São Manços e São Vicente do Pigeiro
- São Miguel de Machede
- São Sebastião da Giesteira e Nossa Senhora da Boa Fé
- Torre de Coelheiros

## Historia

### Neolítico
La región de Évora tiene una rica historia que se remonta a más de 7 mil años en el pasado, como demuestran monumentos megalíticos próximos como el dolmen de Aguiar ("Anta do Zambujeiro") y el crómlech de los Almendros construido a finales del sexto milenio a.c. 
En la región prosperaron algunos asentamientos neolíticos, de los que el más cercano estuvo situado en el Alto de São Bento. Otro pueblo con estas características fue Castillo de Giraldo, habitado continuamente desde el tercer milenio hasta el primer milenio antes de Cristo, el cual fue posteriormente ocupado esporádicamente durante la época medieval. Las excavaciones arqueológicas, sin embargo, no han mostrado hasta ahora si la zona de la actual ciudad estaba habitada antes de la llegada de los romanos.

### Antigüedad clásica
Según una leyenda popularizada por el humanista y escritor eborense André de Resende (1500-1573), Évora fue sede de las tropas del general romano Sertorio que, junto a los lusitanos, enfrentó a las tropas del Ejército romano. Lo que se sabe con certeza es que Évora fue elevada a la categoría de municipium bajo el nombre de Ebora Liberalitas Julia, en honor a Julio César.

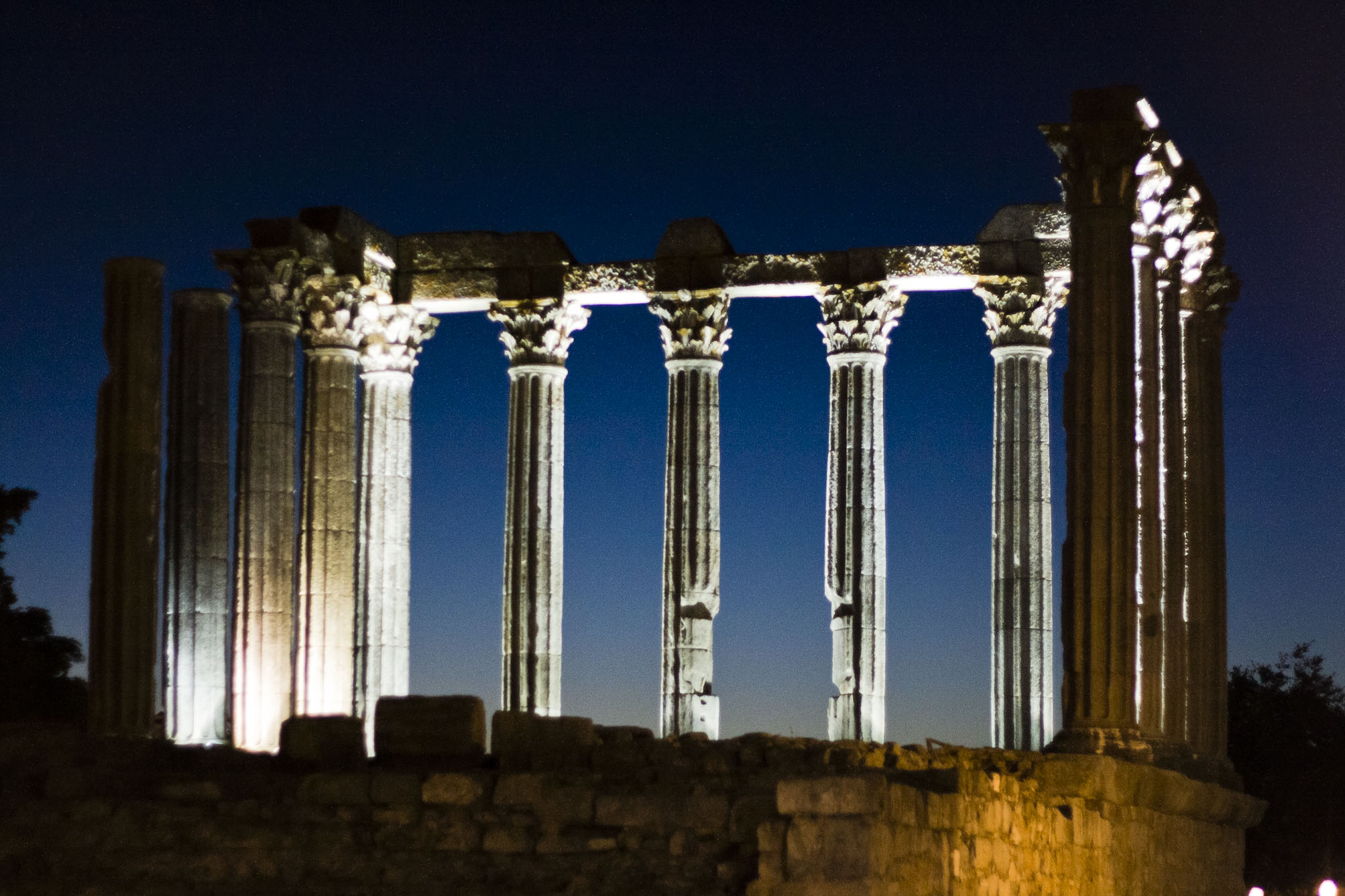
Templo romano de Diana al atardecer.

En la época del emperador Augusto (63 a. C.-14 d. C.), Évora se integró en la provincia de Lusitania y se benefició de una serie de transformaciones urbanas, de las que el templo romano de Évora - dedicado probablemente al culto imperial - es el vestigio más importante que sobrevive hasta la actualidad, junto con las ruinas de los baños públicos. En la parroquia de Tourega se hallan los restos bien conservados de una villa romana. Los restos de esta villa muestran que alrededor de la ciudad, sobre todo junto a la carretera romana para Salacia (Alcácer do Sal) había granjas mantenidas por la clase alta de propietarios.
Después de dos siglos de guerras, la Pax Romana creó finalmente las condiciones que permitieron que el emperador Augusto iniciase la gran reforma administrativa de Hispania. Ciertamente fue en este contexto que se trazaron los cimientos del urbanismo romano de Évora, entonces integrada en la provincia de Lusitania, y se fundaron sus principales edificios públicos. Sin embargo, con la excepción del templo imperial y de las termas públicas, pocos vestigios se han conservado hasta la actualidad. En el siglo III, en un contexto de inestabilidad del Imperio, la ciudad estuvo rodeada por una muralla, de la cual algunos elementos todavía existen hoy.

### Época visigoda y morisca
La época visigoda corresponde a un periodo oscuro de la ciudad. Durante la dominación musulmana, la ciudad experimentó un nuevo periodo de esplendor económico y político gracias a su ubicación privilegiada. Las murallas de la ciudad fueron reconstruidas sobre las romanas, construyéndose un alcázar y una mezquita sobre el área de la acrópolis romana.

### Baja Edad Media (Dinastía de Borgoña)

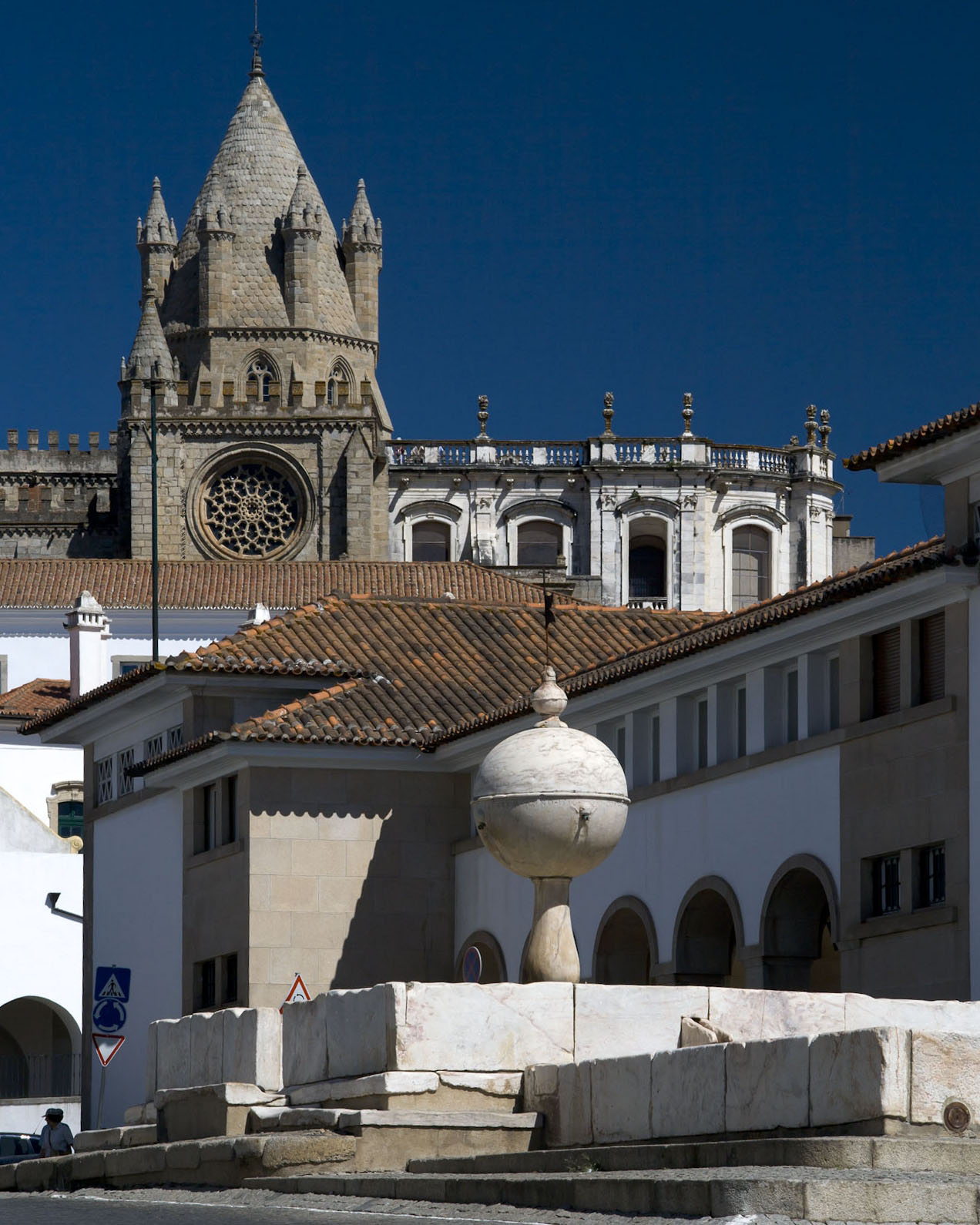
Catedral de Évora y fuente en la plaza de Portas de Moura

La toma de Évora a los musulmanes aconteció en 1165 por acción del caballero Gerardo Sempavor responsable de la captura cristiana de diversos lugares del Alentejo. Así se abrió una nueva etapa de crecimiento de la ciudad, que llegó a ser en el siglo XVI la segunda ciudad más importante del Reino de Portugal. Alfonso Enríquez le otorgó su primera carta (Carta de los derechos feudales) en 1166, estableciéndose en la ciudad la Orden de Calatrava (más adelante Orden de Avis). Entre los siglos XIII y XIV se edificó la catedral de Évora, una de las más importantes catedrales medievales portuguesas, construida en estilo gótico y enriquecida con numerosas obras de arte a través de los siglos. Además de la catedral, en la zona del antiguo foro y alcázar se construyó el primitivo ayuntamiento y los palacios de la nobleza local. Desde el siglo XIII se instalaron en los extramuros de la ciudad varios monasterios de órdenes religiosas, lo que contribuyó a la formación de nuevos núcleos urbanos. La zona de extramuros todavía contaba con un barrio judío y una morería.
El crecimiento de la ciudad a partir del primitivo núcleo árabe llevó a la construcción de un nuevo anillo de murallas en el siglo XIV, durante el reinado de Dionisio I de Portugal Las principales plazas de la ciudad fueron la Plaza de Giraldo, (originalmente Plaza Grande), Largo das Portas de Moura y Rossio. La Plaza de Giraldo acogió una feria anual desde 1275 y también fue sede del ayuntamiento desde el siglo XIV, así como de la prisión.

### Edad Moderna (Dinastía de Avís)

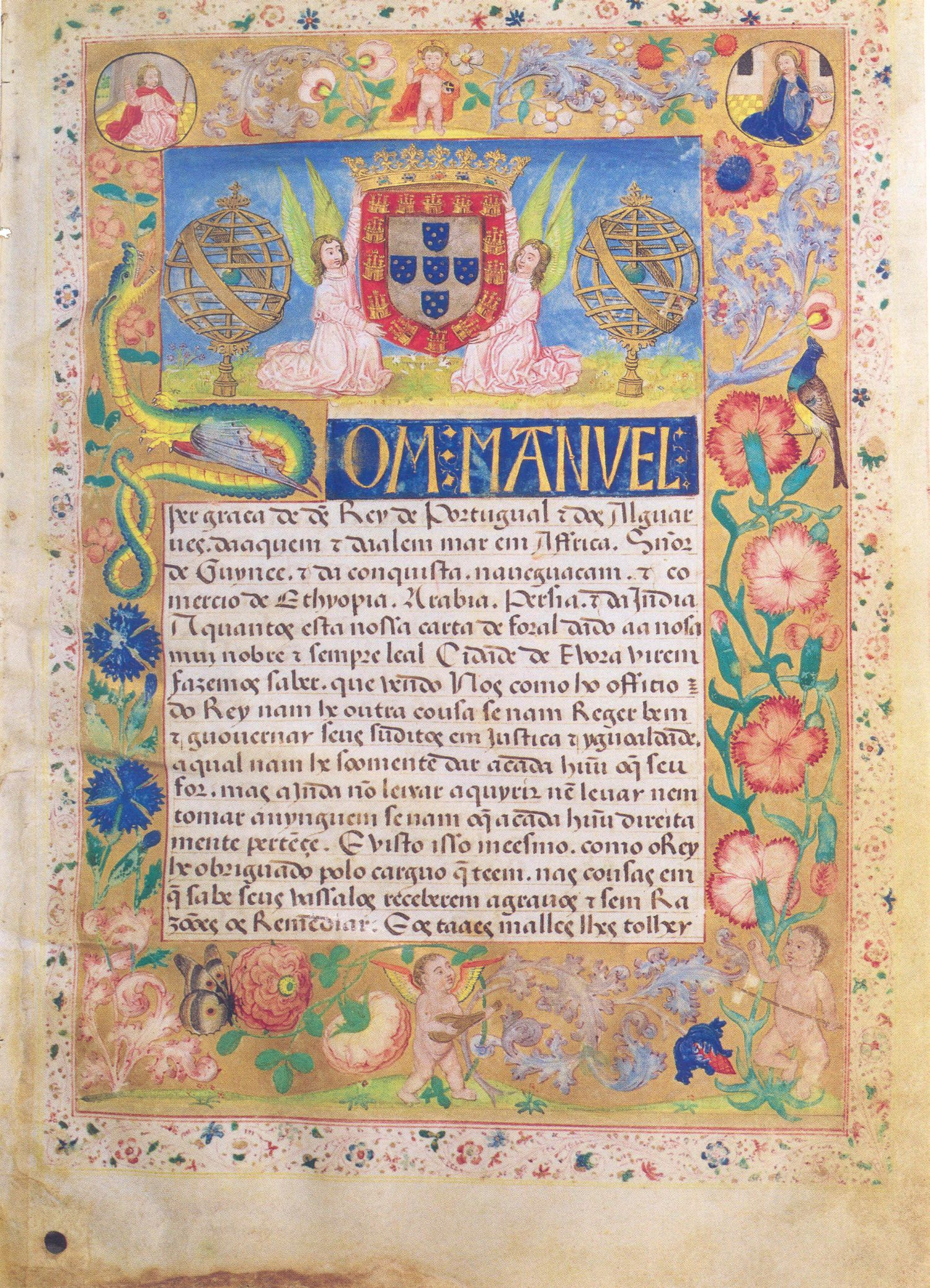
Nuevo fuero de Évora, concedido por el rey Manuel I.

Con el paso del tiempo, sobre todo a partir del siglo XVI, el "Rossio" comenzó a concentrar las ferias y los mercados de la ciudad. El siglo XVI trajo el momento de mayor importancia de Évora en el panorama portugués, convirtiéndose la ciudad en uno de los más importantes centros culturales y artísticos del reino.

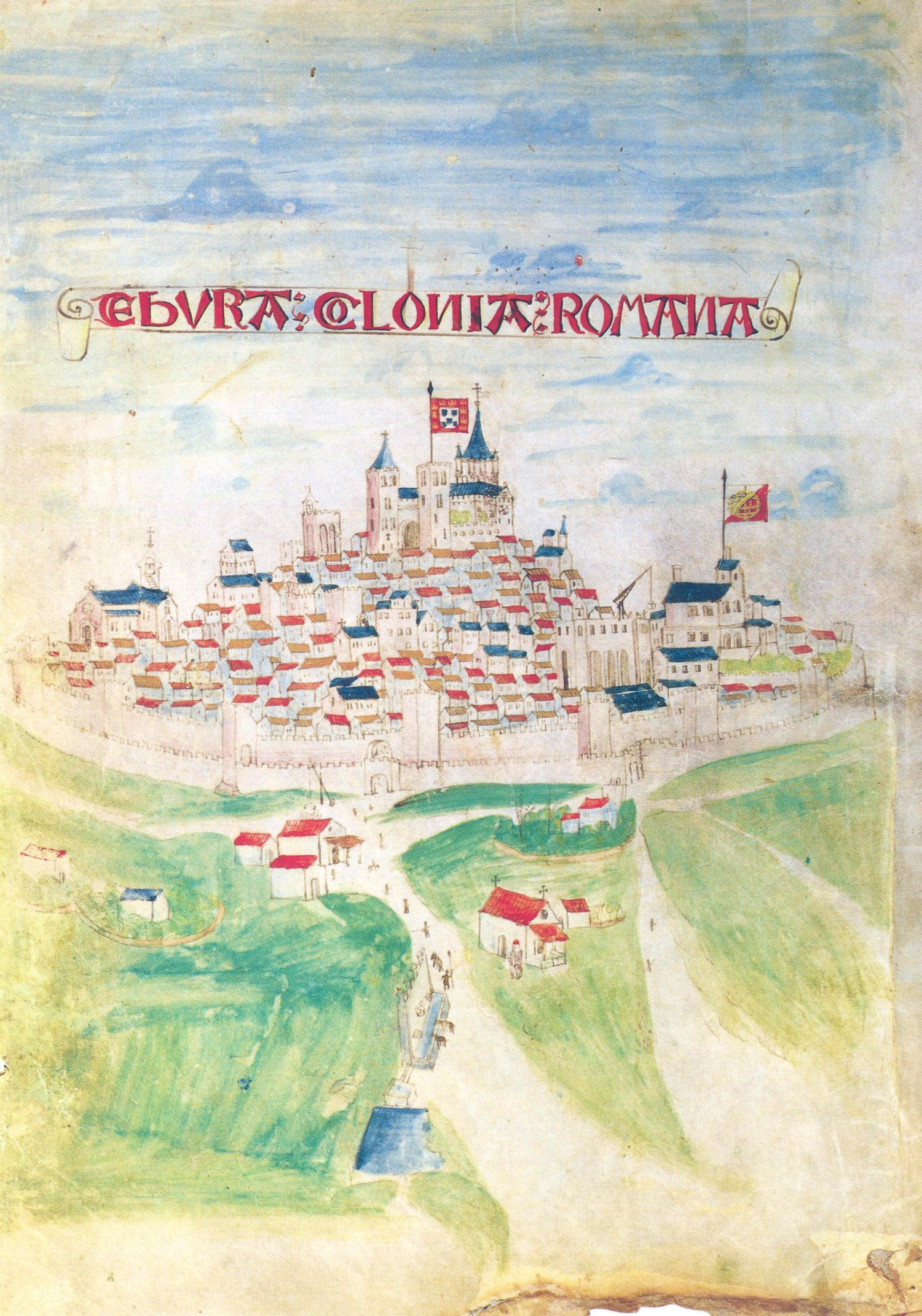
Una representación de Évora en 1503, cuando la ciudad estaba floreciendo con las riquezas de los descubrimientos.

A partir del reinado de Juan II y sobre todo durante los reinados de Manuel I y Juan III, Évora se vio favorecida por los reyes de Portugal, quienes pasaron largas estancias en la metrópoli. Varias familias nobles (Vimioso, Codovil, Gama, Cadaval y otros) se establecieron en la ciudad y erigieron palacios. Manuel I le dio una nueva carta foral en 1501 y construyó su palacio real en Évora, en una mezcla de los estilos mudéjar, manuelino y renacentista. Juan III ordenó la construcción de la Iglesia de Gracia, templo renacentista donde planeaba ser enterrado, y durante su reinado se construyó el Acueducto de Agua Plata de Francisco Arruda. En esa época vivieron en la ciudad artistas como el poeta García de Resende, pintores como Frei Carlos, Francisco Henriques o Gregorio Lopes, el escultor Nicholas Chanterenne y estudiosos y pensadores tales como Francisco de Holanda y André de Resende.
En 1540, la diócesis de Évora fue elevada a Arquidiócesis y el primer arzobispo de la ciudad, el cardenal infante Enrique I de Portugal, fundó en 1550 la Universidad de Évora, afectada a la Compañía de Jesús.

### Dinastía de Braganza
Para la ciudad de Évora, fue un fuerte golpe la extinción de la prestigiosa universidad en 1759 (que sería restaurada cerca de dos siglos después), a raíz de la expulsión de los jesuitas del país por orden del marqués de Pombal. En los siglos XVII y XVIII fueron renovados o construidos desde cero en estilo manierista edificios importantes de la ciudad. En el patrimonio de Évora se destaca el presbiterio barroco de la catedral, diseñado por el arquitecto Johann Friederich Ludwig, y muchos altares y paneles de azulejos que cubren el interior de las iglesias y de la Universidad.
En la secuencia de la primera invasión francesa de Portugal, comandada por el general Junot, ocurrió la batalla de Évora que tuvo lugar el 29 de julio de 1808, durante la Guerra Peninsular. El ejército portugués, en inferioridad numérica, intentó detener a una división francesa-española comandada por Louis Henri Loison, pero fue derrotado. Liderados por el general napoleónico Loison, conocido como Maneta ("con una sola mano"), los franceses irrumpieron en la ciudad, que fue defendida por soldados portugueses y españoles, milicianos y ciudadanos armados. Irrumpiendo en la ciudad, los atacantes mataron combatientes y no combatientes por igual, antes de saquear el lugar.
En el siglo XIX, Évora pasó por muchas transformaciones urbanas, algunas de dudosa calidad. En la plaza Giraldo, la cárcel y el antiguo ayuntamiento manuelino fueron demolidos y en su lugar se construyó el edificio del Banco de Portugal, mientras que la sede del ayuntamiento se trasladó al Palacio de los Condes de Sortelha, en la Plaza de Sertorio. El Convento de San Francisco también fue demolido (la iglesia gótica se salvó) y en su lugar se construyó una nueva área habitacional y un mercado. En lugar antes ocupado por el Convento de Santo Domingo se erigió el Teatro García de Resende (c. 1892). Las murallas medievales se conservaron en gran parte, pero de las entradas antiguas sólo se mantuvo la Puerta de Avis. En el siglo XX se construyó una carretera de circunvalación alrededor del perímetro de la muralla, que ayudó en su preservación.

## Monumentos y lugares de interés

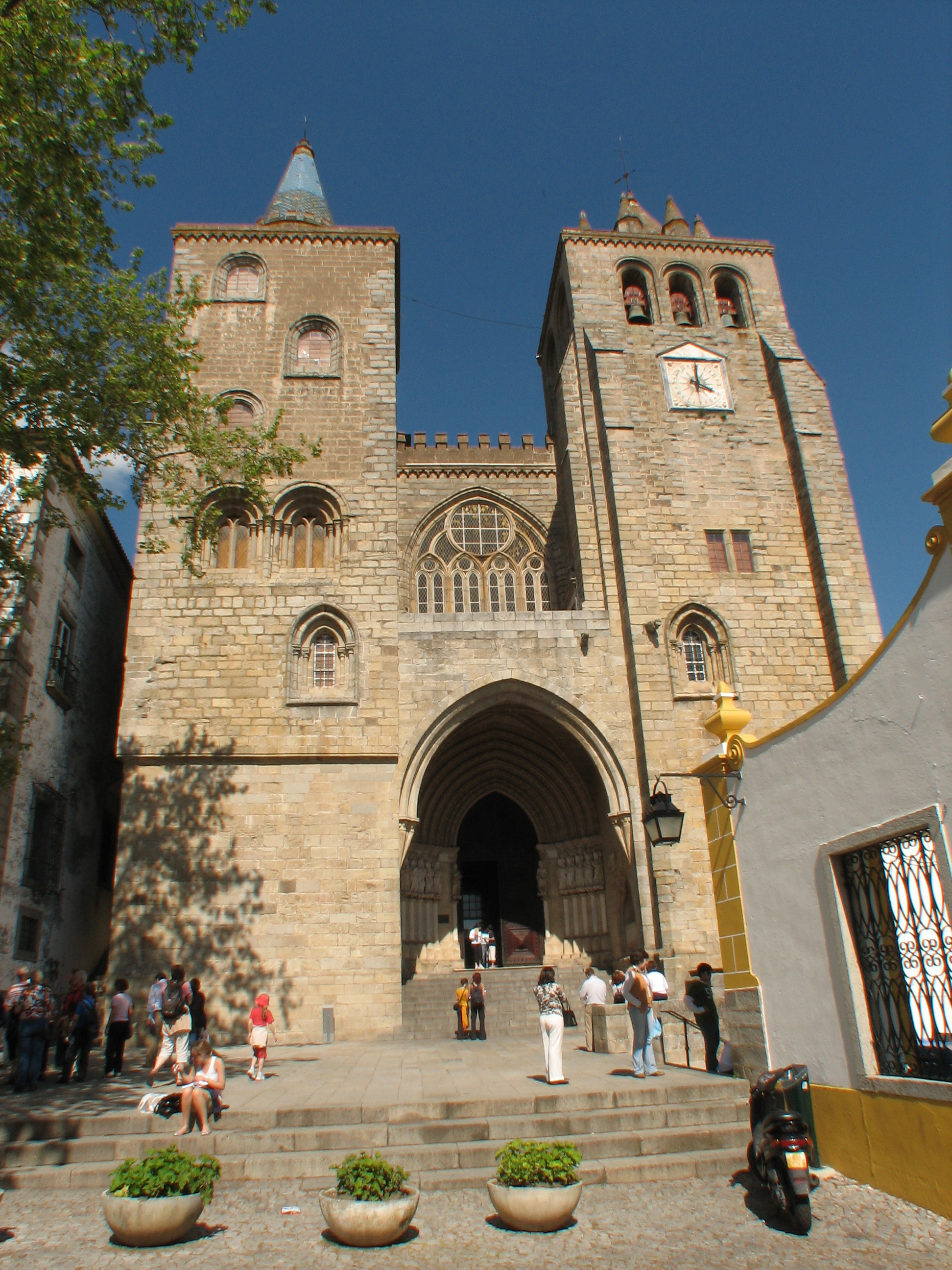
La catedral forma parte del centro histórico de Évora, declarado Patrimonio de la Humanidad por la Unesco en 1986

Los monumentos más destacados son el antiguo palacio del arzobispo, convertido actualmente en museo regional y la catedral, construida en 1186 y originalmente de estilo románico, pero reconstruida con estilo gótico en el siglo XV. La ciudad también tiene restos arquitectónicos de la época romana, como un templo del siglo I, conocido como Templo de Diana.
Son también monumentos destacables:
- La Iglesia de San Francisco
- La Capilla de los huesos
- El Palacio de Don Manuel
- El Convento de los Loyos
- La Torre de Sisebuto
- El Monasterio de Santa María Scala Coeli, de los Cartujos

## Demografía

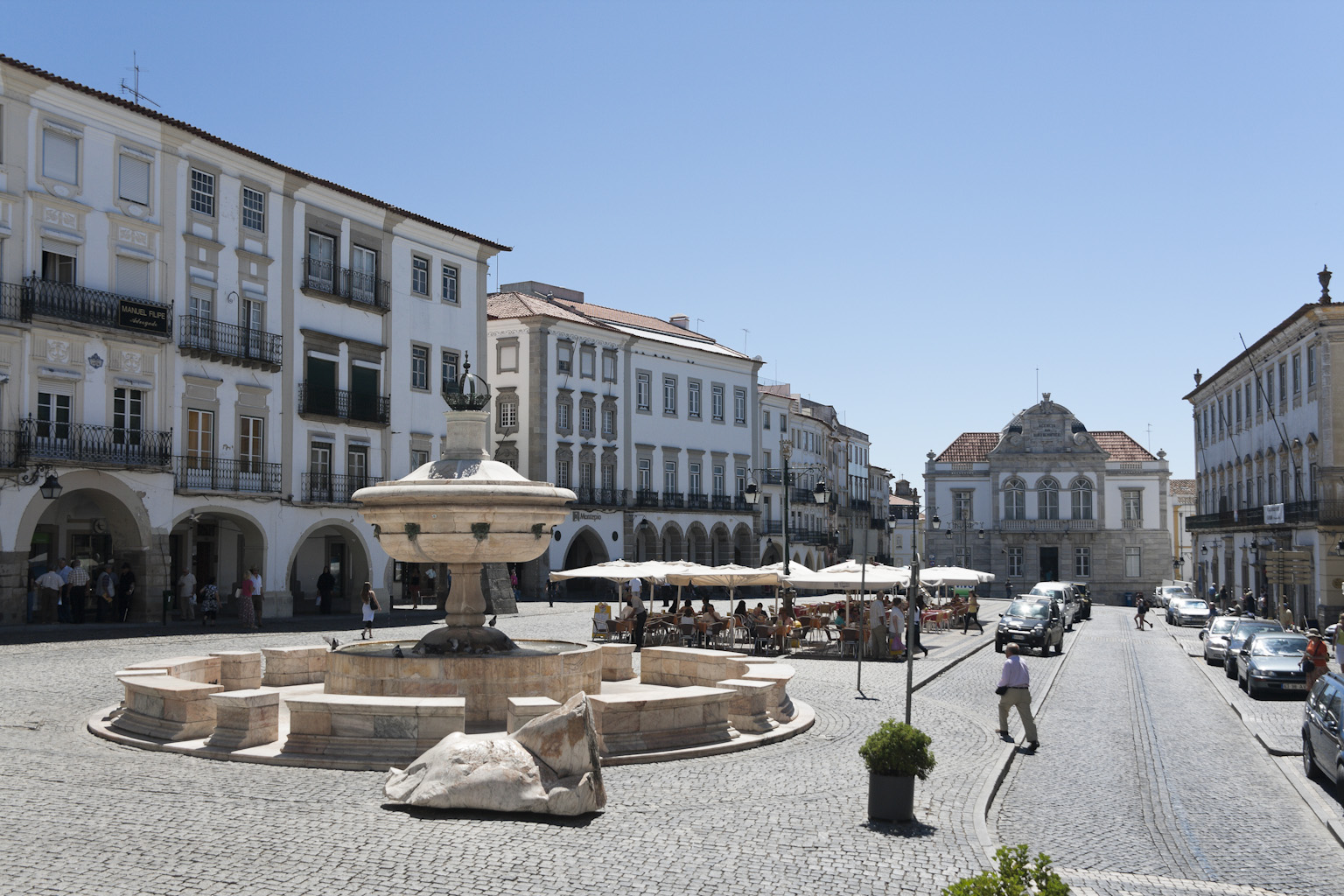
Plaza del Giraldo

Con una población de más de 50 000 habitantes, Évora es el principal centro urbano de la región. La tendencia de crecimiento es idéntica a la de otras ciudades portuguesas de tamaño medio y es más alta que en la región circundante. Al igual que otros centros urbanos portugueses, hay una tendencia de movimiento de la población de los pueblos circundantes hacia Évora.
| Gráfica de evolución demográfica de Évora entre 1864 y 2021 |
|                                                             |
| Datos según el nomenclátor publicado por el INE portugués.  |

## Economía
La ciudad de Évora es el centro económico y administrativo de la región de Alentejo, que ocupa casi un tercio del territorio de Portugal. La economía de Évora se basa principalmente en el sector de servicios. Se destacan los servicios relacionados con la salud y educación, con gran peso en la Universidad de Évora y de los servicios descentralizados del gobierno central.
La industria también está muy presente en la economía de la ciudad, especialmente en los sectores de la construcción, de equipamientos ópticos, de la aeronáutica (Embraer), de los componentes electrónicos y electromecánicos, así como las actividades industriales relacionadas con la agricultura y la ganadería. El municipio de Évora cuenta con diez zonas y parques industriales.
La agricultura sigue siendo una actividad importante en el municipio, en términos de creación de riqueza. Sin embargo, en la actualidad, es un sector con ocupación reducida de mano de obra debido a la fuerte mecanización y modernización registrada en las últimas décadas. La región se caracteriza por el cultivo de cereales, con áreas de pastizales y áreas forestales de sobreiro (corcho) y encina. Igualmente importantes son los olivares, viñedos, cultivos de regadío (arroz) y la ganadería.
El turismo es una importante fuente de ingresos en el municipio, destacándose el turismo rural, el turismo cultural, el ecoturismo y el turismo cinegético. Un millón de turistas al año visitan la ciudad. La ciudad cuenta con varios hoteles, incluyendo cadenas de lujo, así como pensiones y hostales típicos. El sector de los restaurantes, impulsado por el turismo, también es muy importante en la ciudad.
Las tiendas tradicionales están ubicadas principalmente en el centro turístico de la ciudad, mientras que las grandes áreas comerciales se concentran principalmente en la freguesia de Horta das Figueiras. El municipio de Évora cuenta con un mercado mayorista.

## Cultura

### Gastronomía
La cocina tradicional se compone principalmente de platos a base de carne de cerdo, carne de cordero, aceite de oliva, pan y hierbas aromáticas. Estos ingredientes agregan sabor a platos como la açorda à alentejana, el estofado de cordero, la sopa de cazón y platos de caza. También cabe destacar los platos de tradición monástica, como los postres basados en huevos, almendras y cidra cayote, así como el pan de rala, las Encharcadas y Barrigas de Freira.
Entre la variedad gastronómica del distrito de Évora, es digno señalar otros platos, como la sopa de tocino, la sopa de verdolaga y la sopa de tomate. Los platos de carne son muy importantes en gastronomía de la región. Entre ellos se destacan la caldereta de cordero, la Cabeça de Xara, los Pies de cerdo en el cilantro ("Pézinhos de Porco de Coentrada"), Migas à Alentejana, Sarapatel, los embutidos, las cacholeiras, los jamones barrados con aceite, el Gazpacho à Alentejana y la Sargalheta.
También son de destacar los quesos, elaborados a partir de leche de oveja mezclado con el leche de cabra.

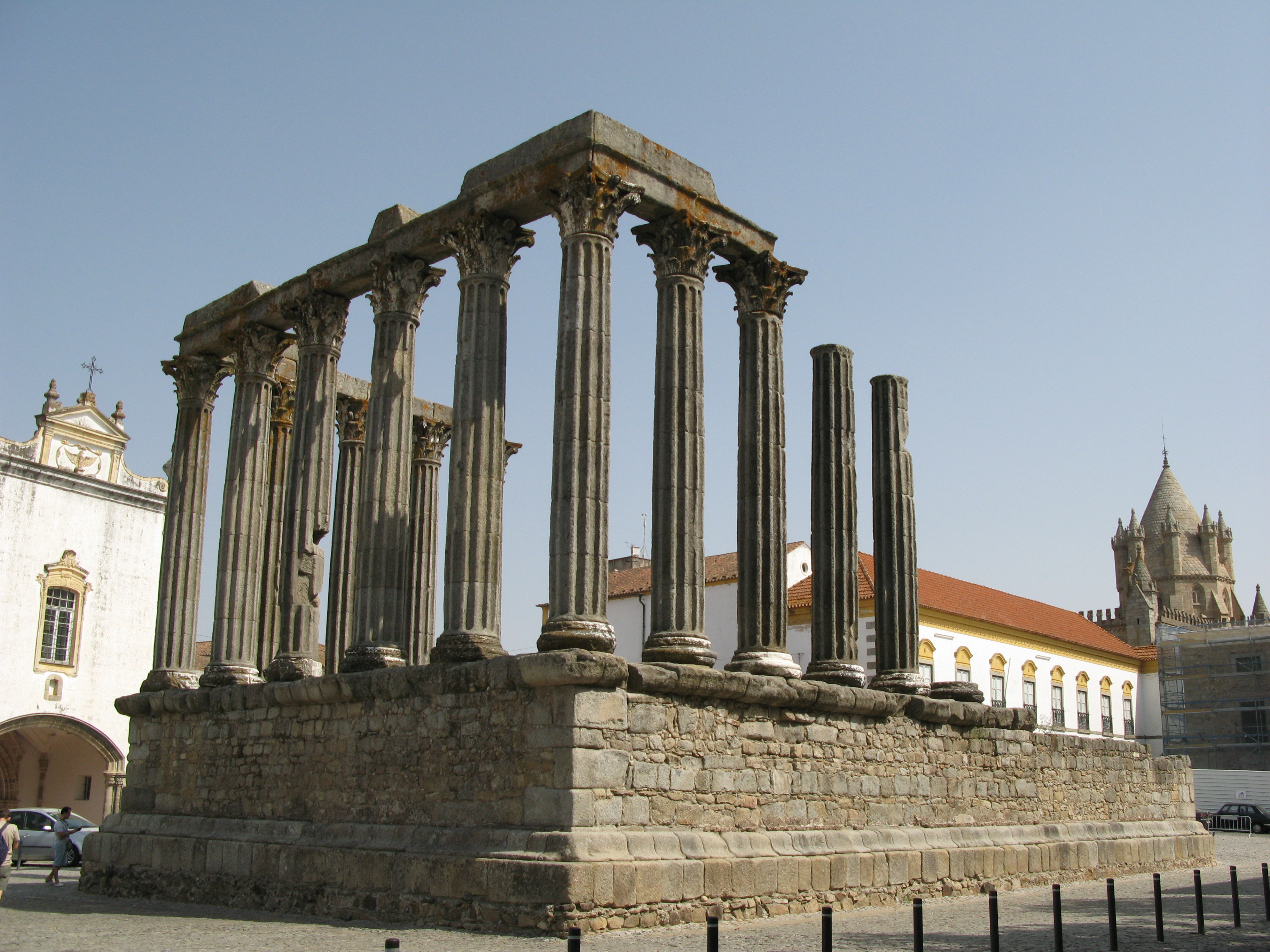
Templo romano de Évora dedicado a la diosa Diana, de orden corintio.
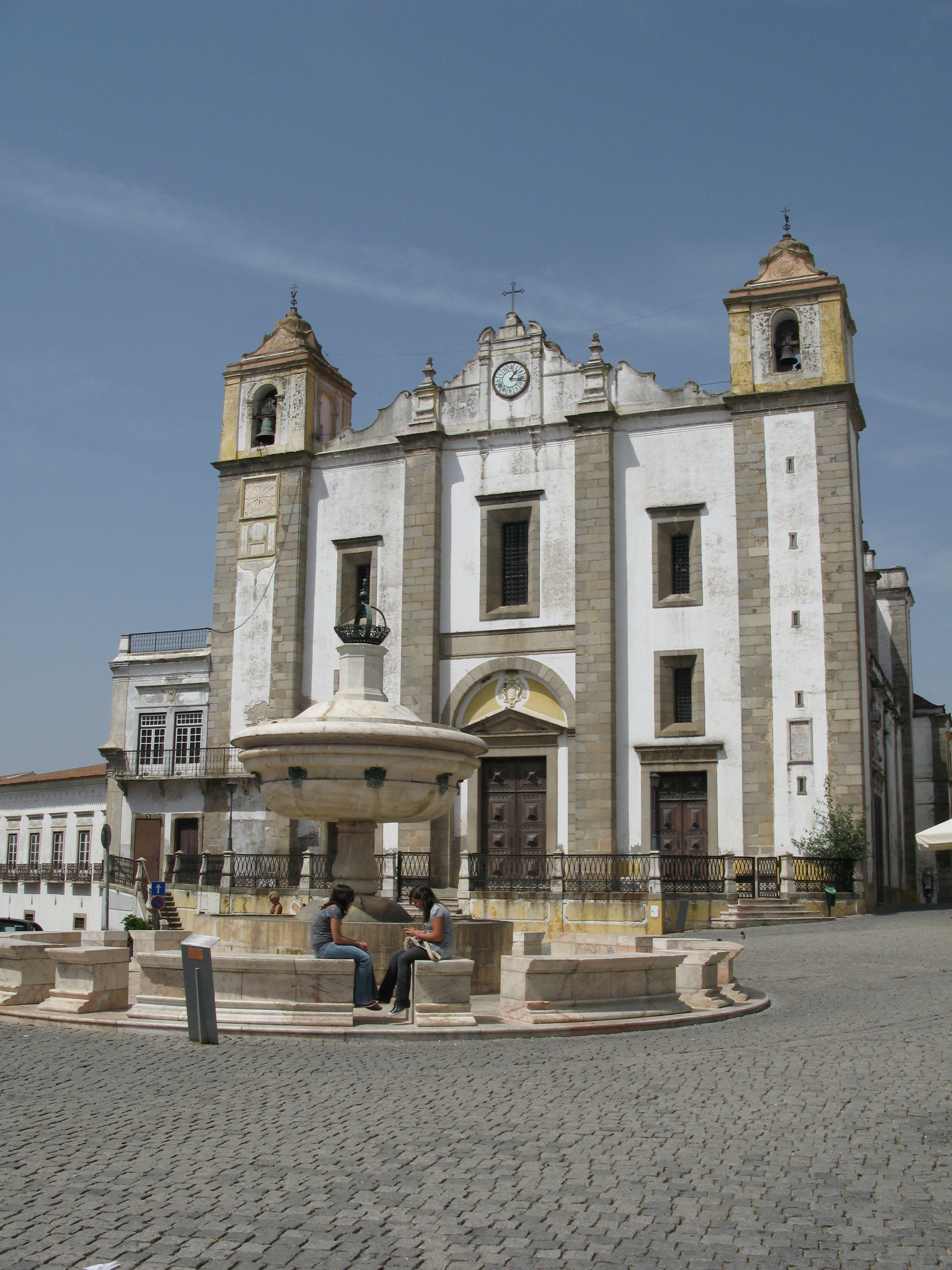
Iglesia de San Antonio Abad, en la Plaza de Giraldo, centro de Évora.
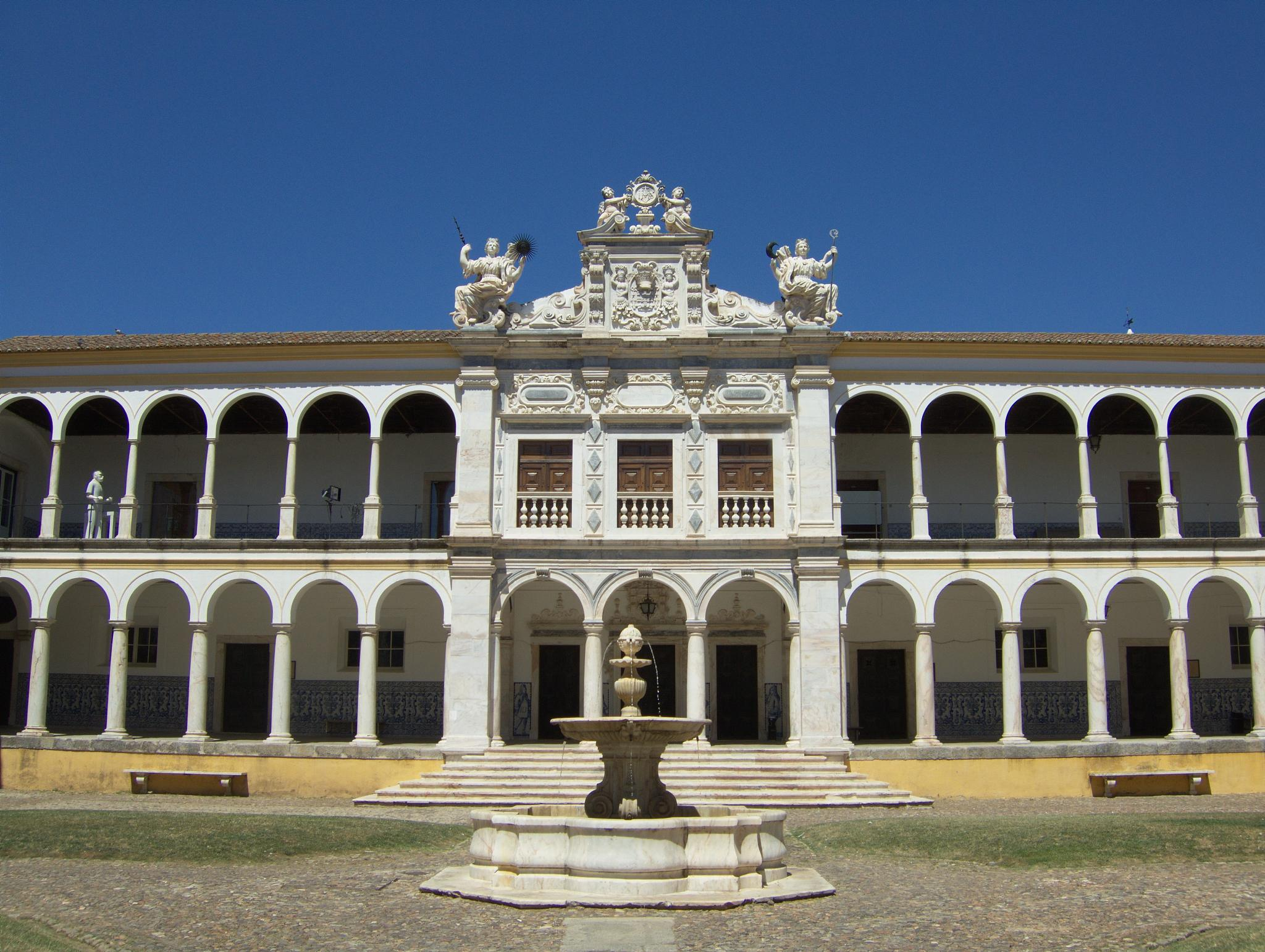
Patio de la Universidad de Évora.
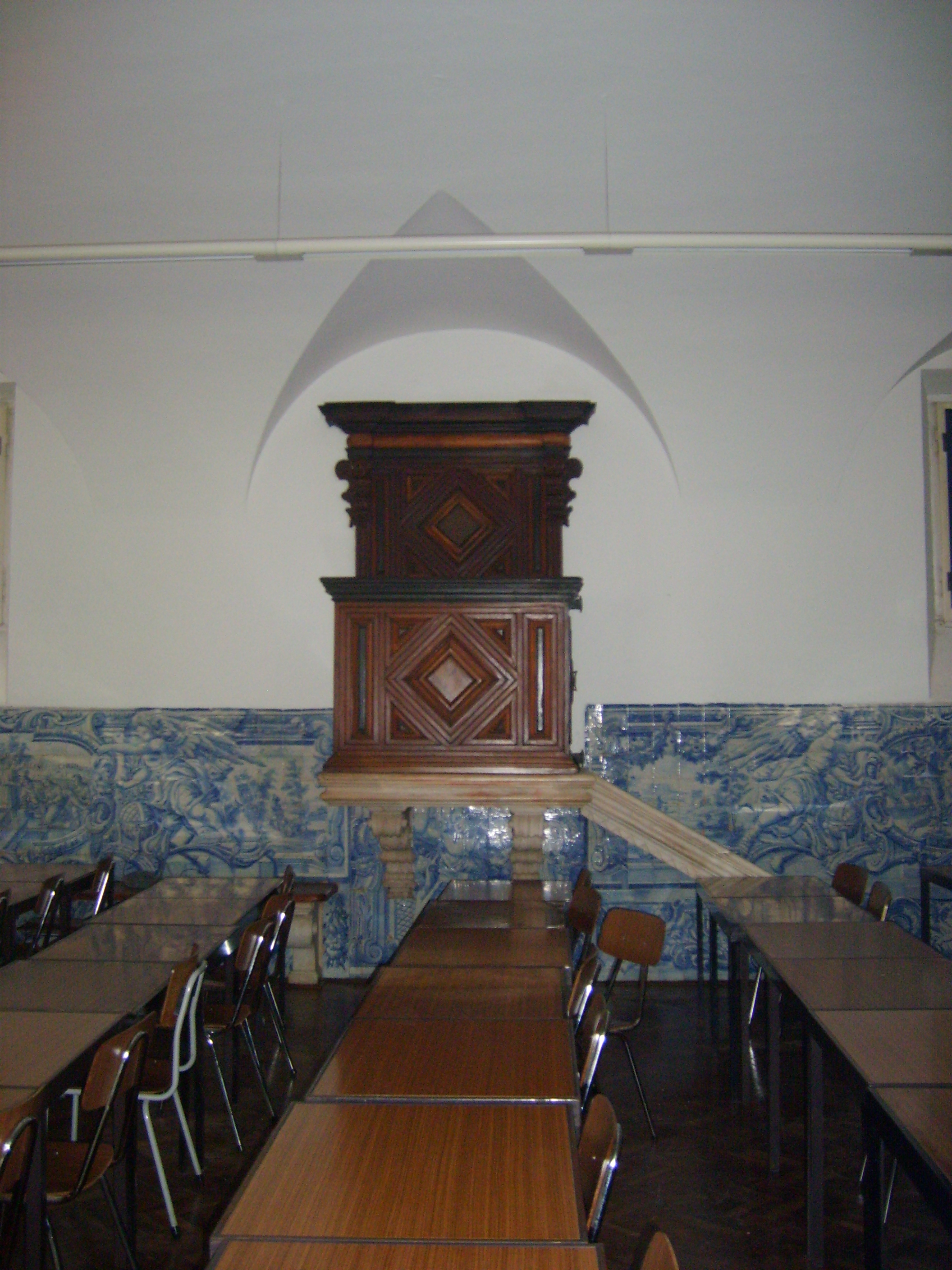
Una de las salas de clases de la Universidad de Évora, conservando la fachada de azulejos de los jesuitas.
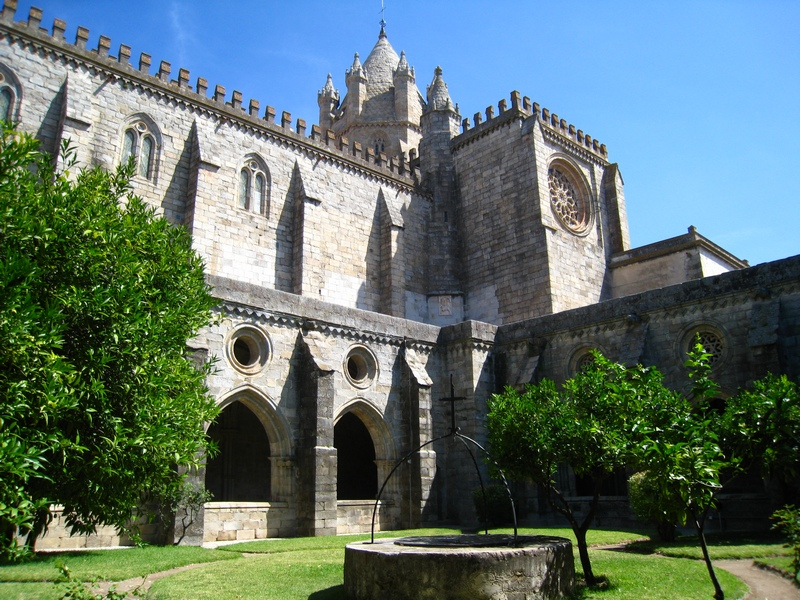
Claustro de la Catedral de Évora.
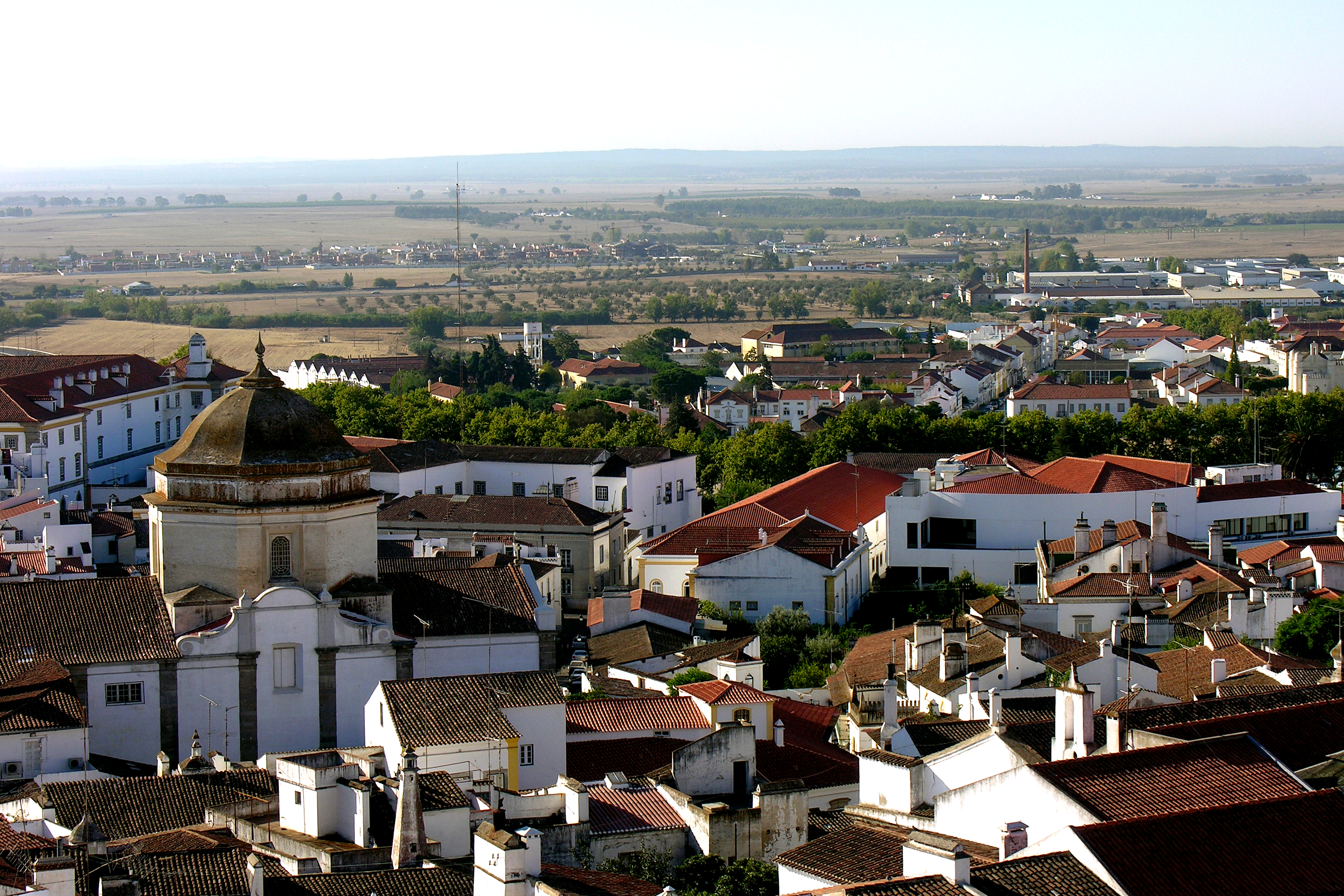
Évora y el campo circundante, vistos desde la parte superior de la catedral.
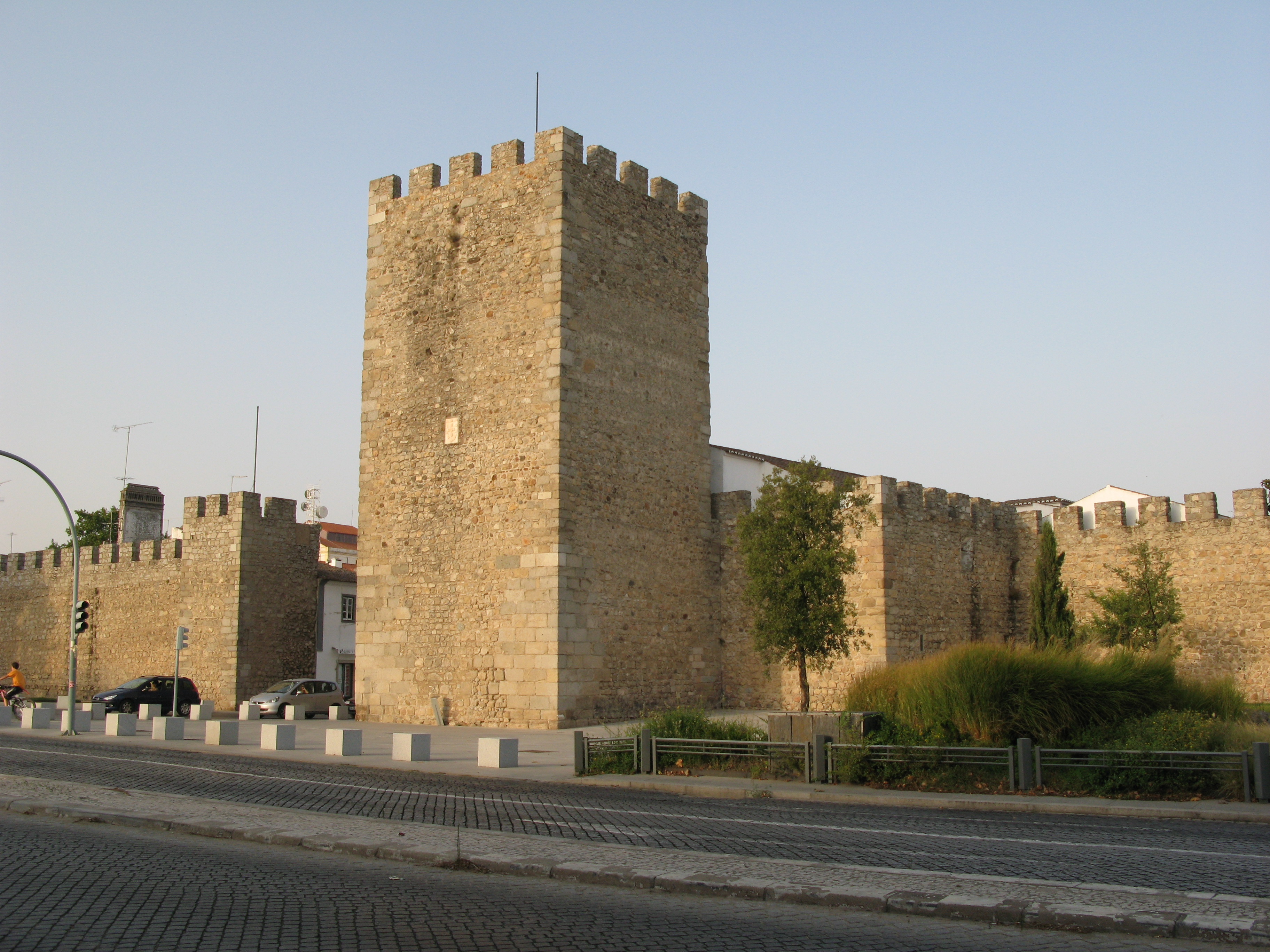
Muralla de Évora.
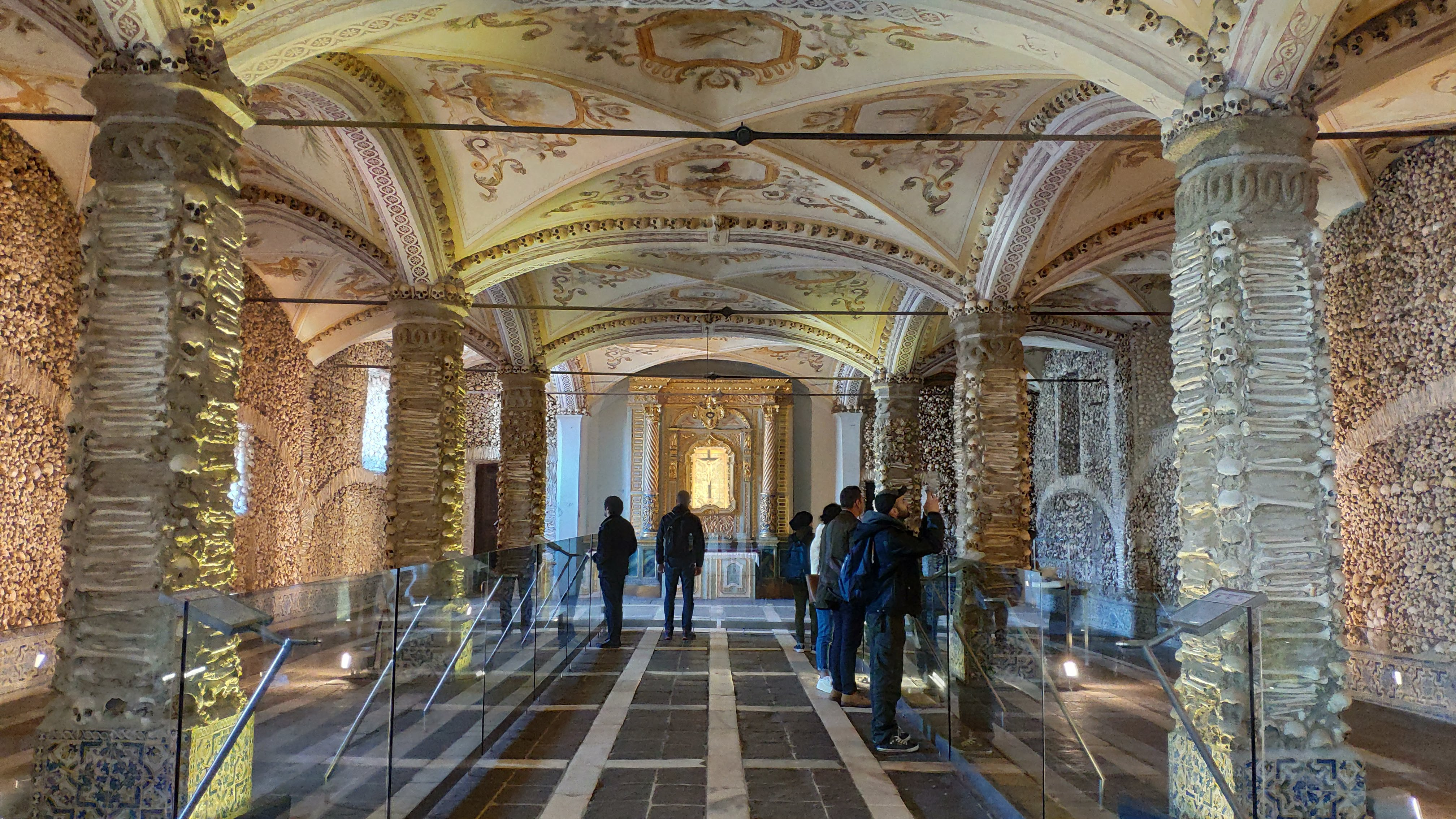
Interior de la capilla de los huesos, en Évora.
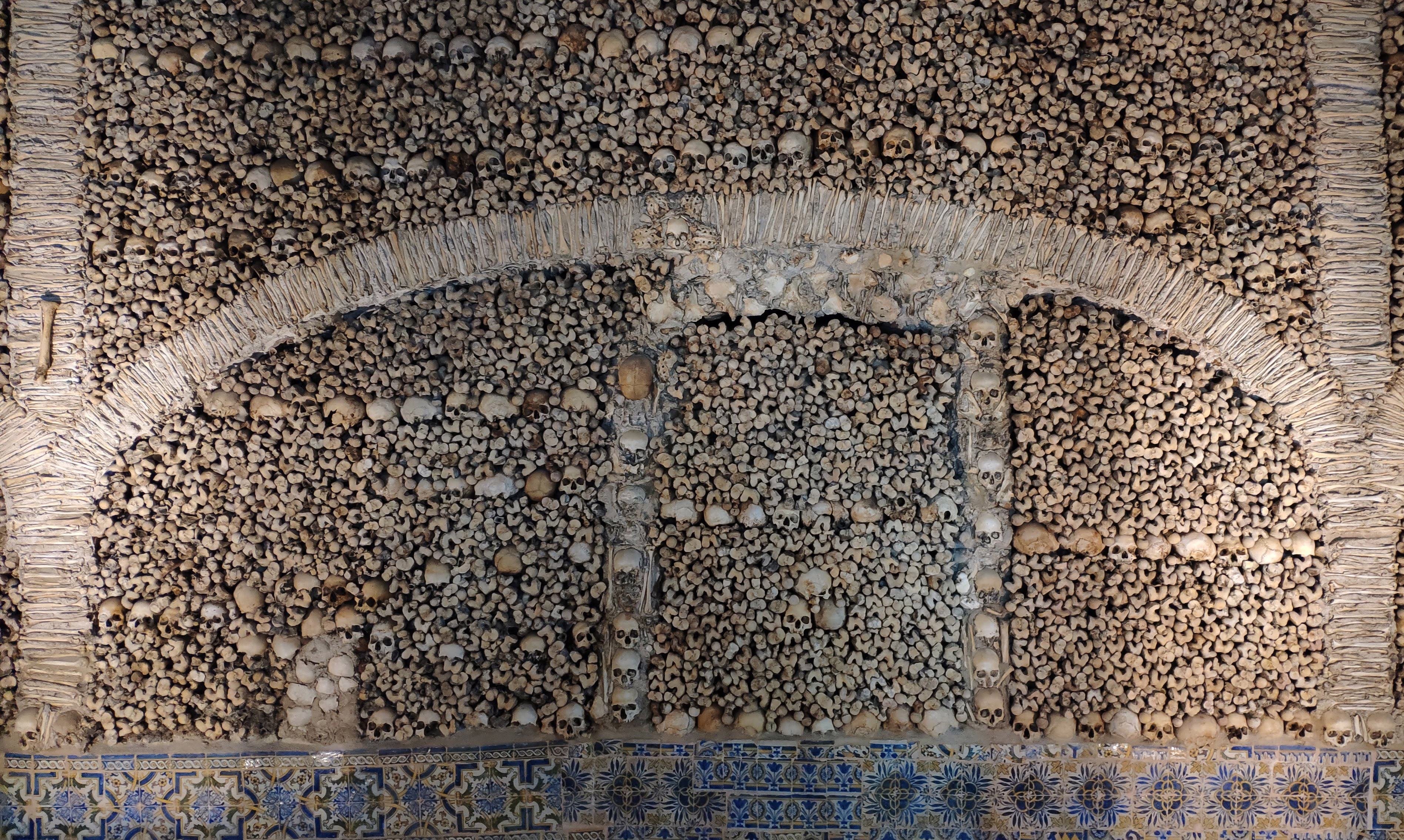
Interior de la capilla de los huesos, en Évora.
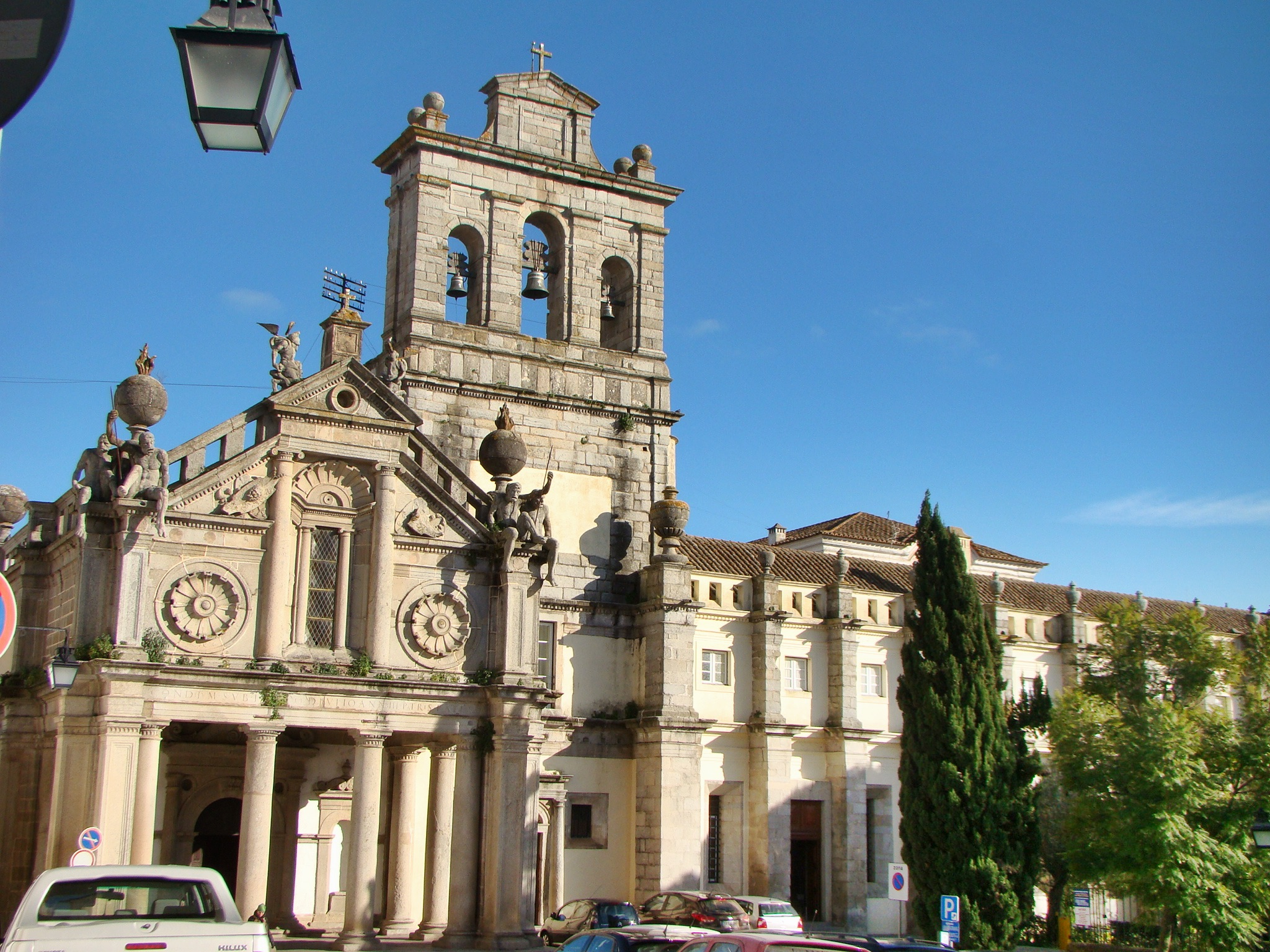
Iglesia da Graça, Évora.
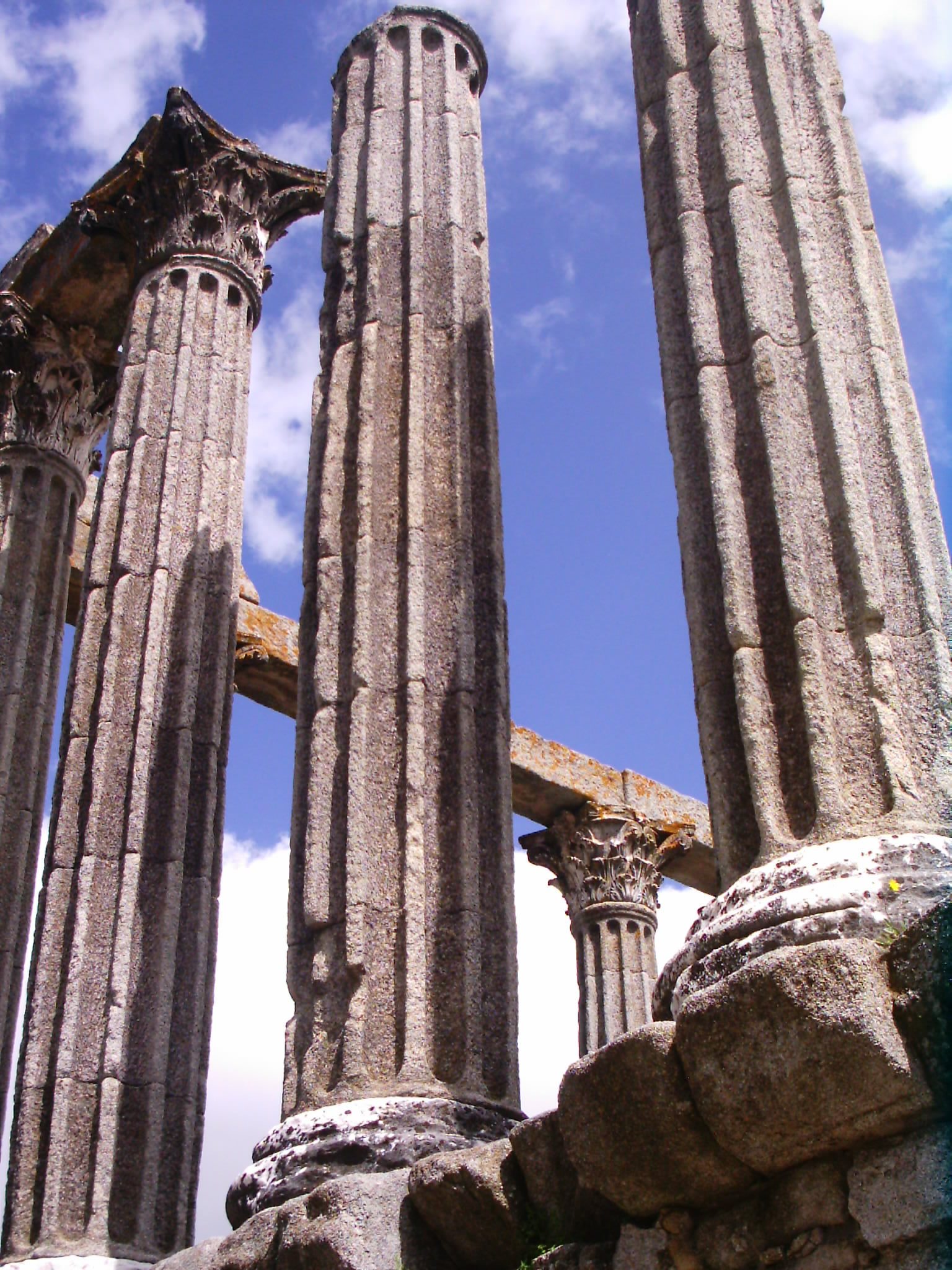
Columnas y capiteles corintios del Templo de Diana.
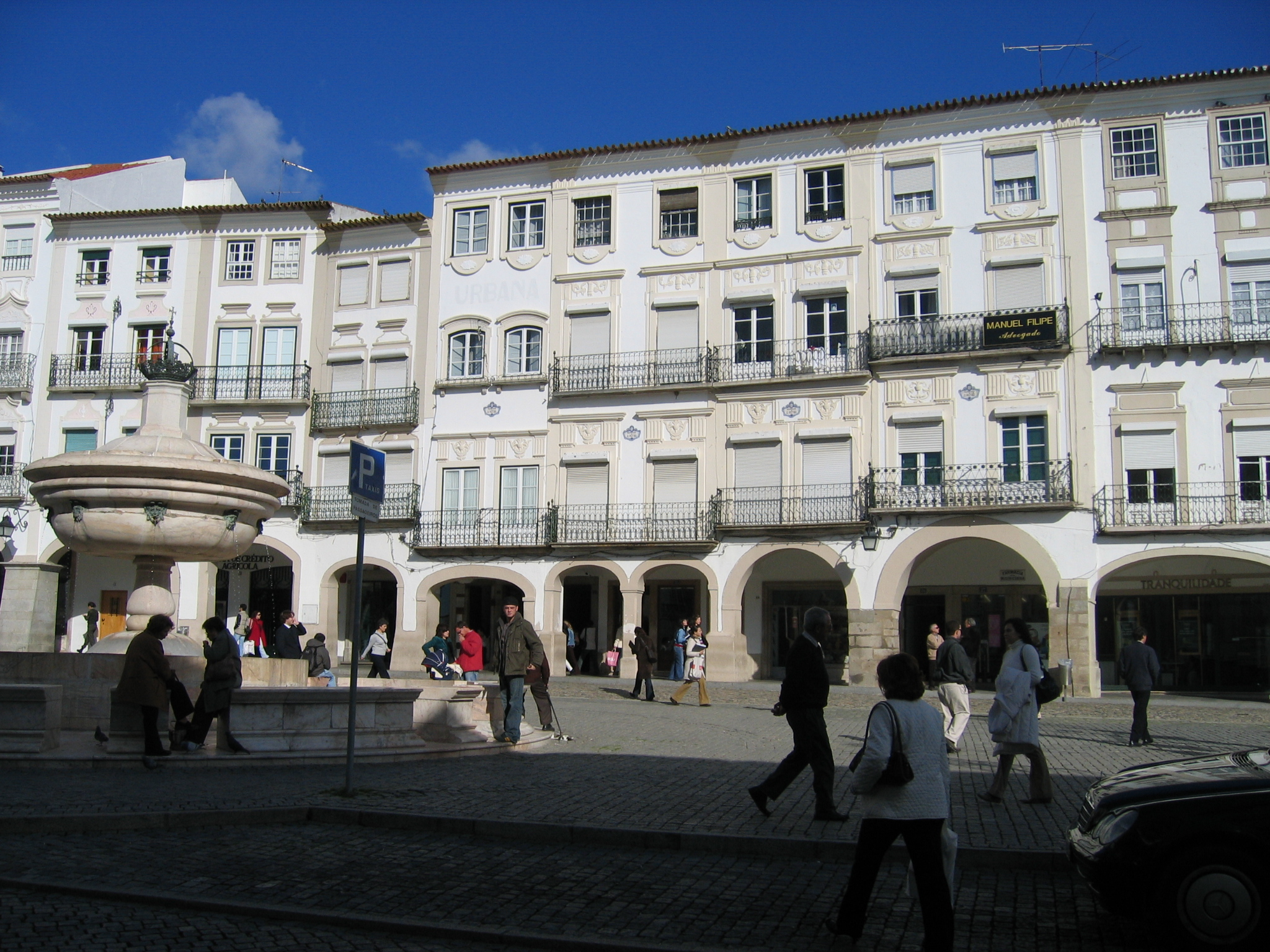
Plaza de Giraldo, centro de Évora.
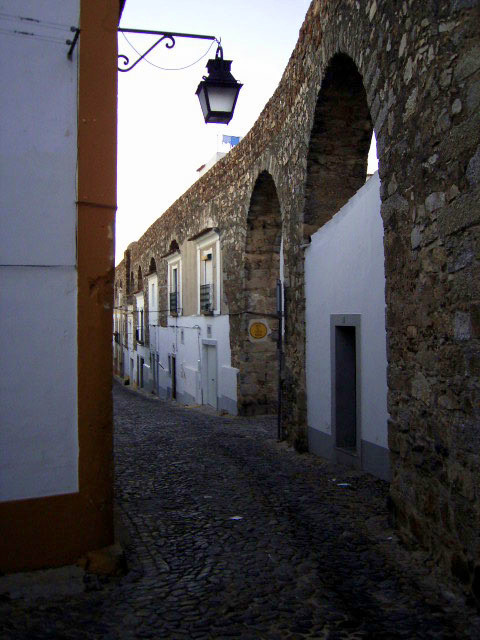
Acueducto de Água de Prata en el centro histórico de Évora.
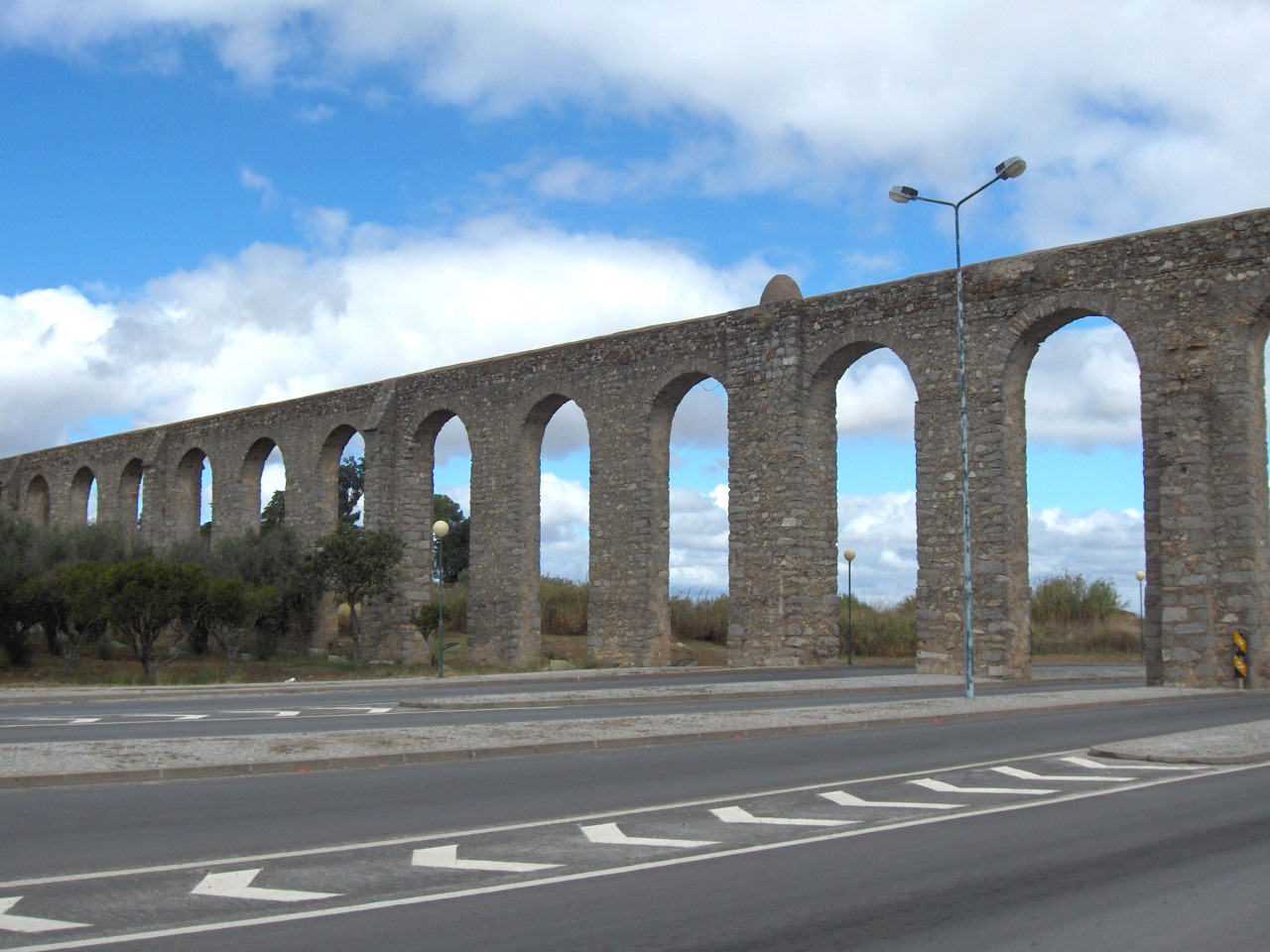
Acueducto de Água de Prata desde la carretera de circunvalación de Évora.
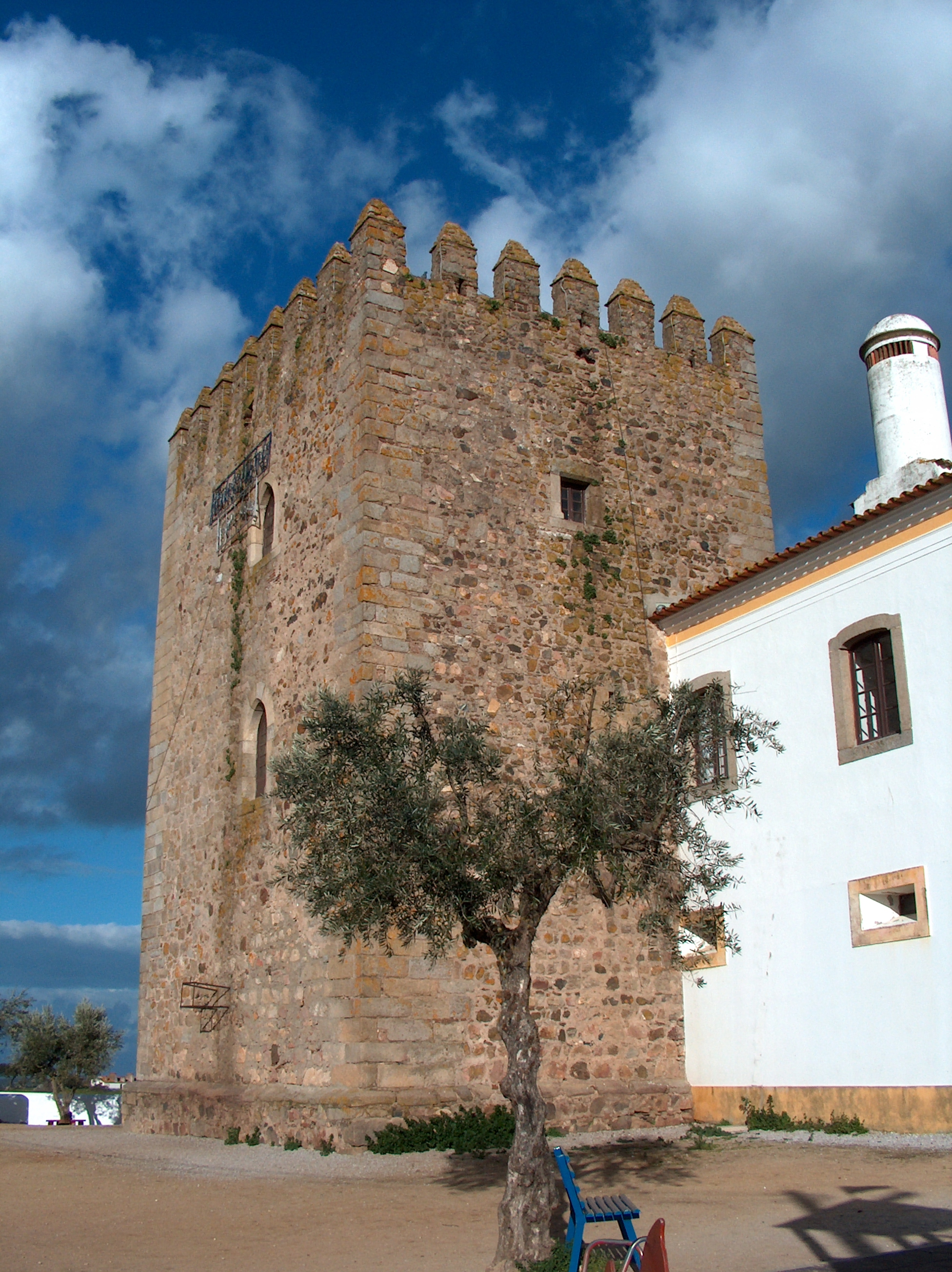
Castillo de Torre de Coelheiros en el municipio de Évora.
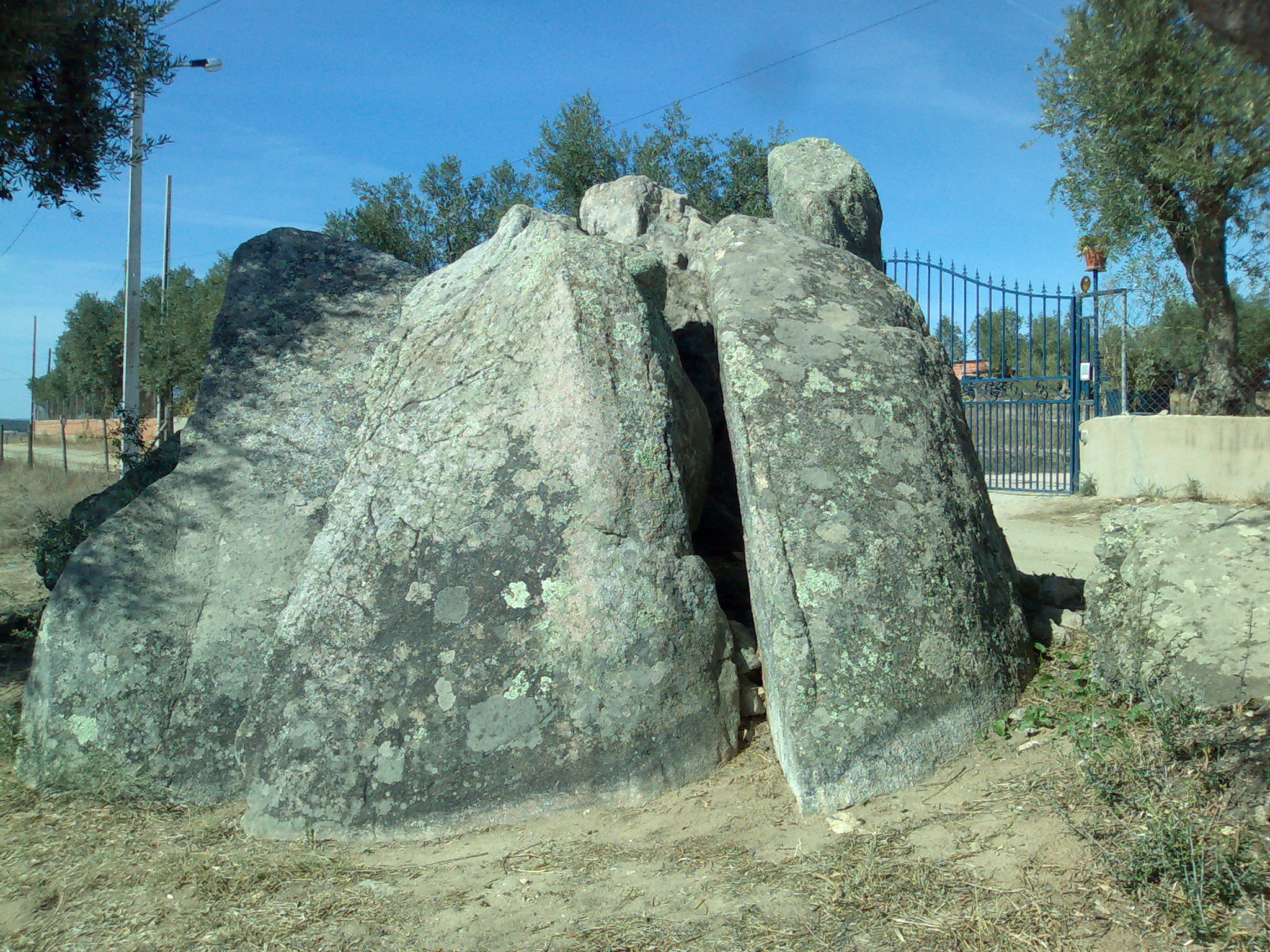
Dolmen de Zambujeiro, monumento megalítico en el municipio de Évora.
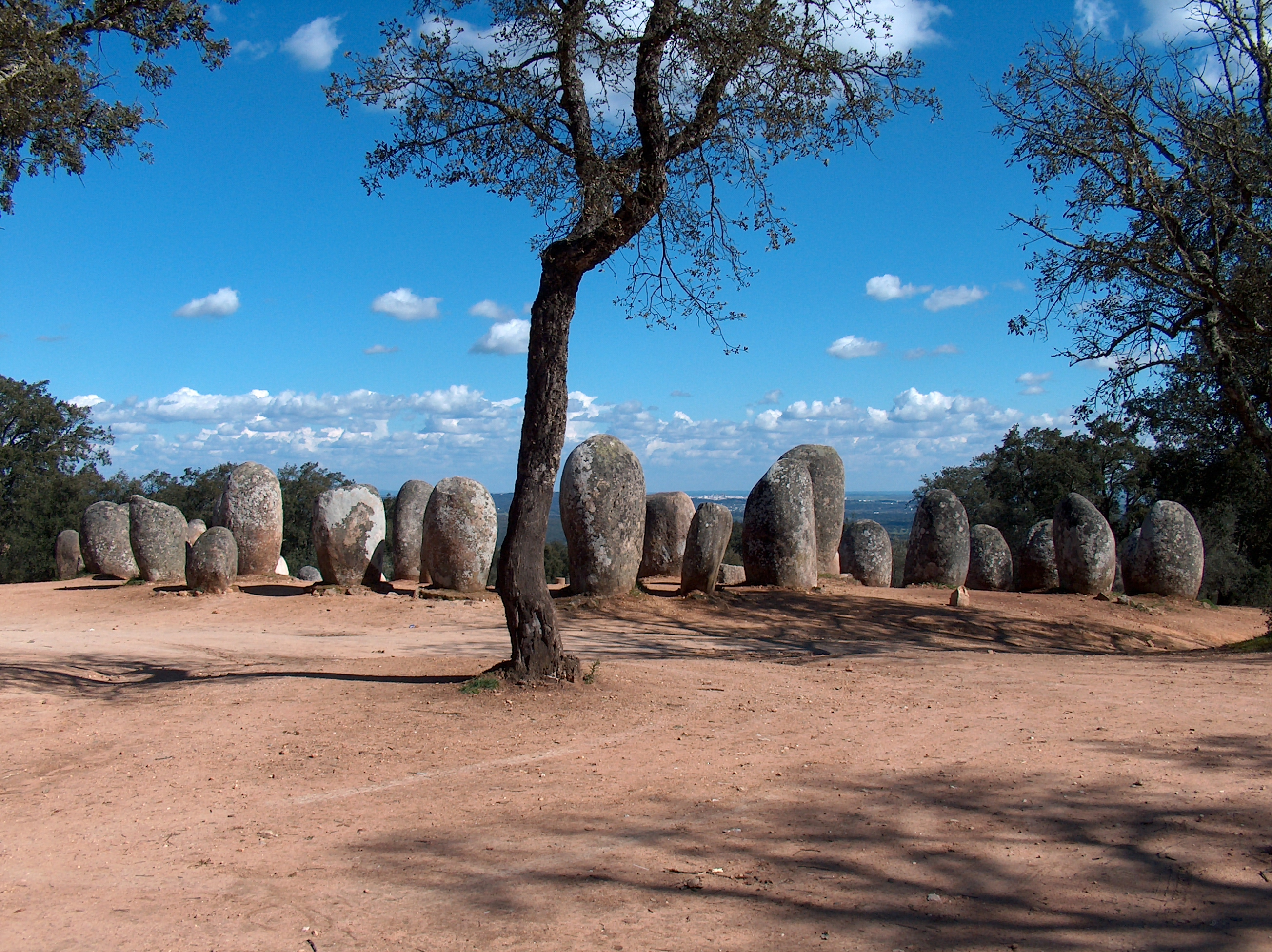
Crómlech de los Almendros, monumento megalítico en el municipio de Évora.